# Vedanta Resources
Vedanta Resources plc (LSE: VED) è un'azienda mineraria britannica con sede a Londra.
È la più grande compagnia mineraria di metalli non ferrosi operante in India.
Ha attività anche in Australia e Zambia. Il suo prodotto principale sono il rame, lo zinco, l'alluminio, il piombo e il ferro.
In Odisha e Punjab (India) possiede centrali elettriche.
È quotata alla Borsa di Londra ed è un costituente dell'indice FTSE 100.
La compagnia fu fondata a Bombay nel 1976.

## Danni ambientali
Vedanta è stata criticata da diverse associazioni per i diritti umani, tra cui Survival International, Amnesty International e Niyamgiri Surakshya Samiti, per le sue attività nelle colline di Niyamgiri, nello stato indiano di Odisha. Vedanta, infatti, progetta di costruire una miniera di bauxite sulla montagna sacra ai Dongria Kondh, il popolo indigeno locale. Secondo la tribù, la miniera distruggerebbe le foreste da cui i Dongria dipendono per sopravvivere. Nel gennaio 2009 migliaia di persone del luogo protestarono formando una catena umana attorno alle colline contro l'inizio dell'estrazione di bauxite.
La regione è inoltre stata dichiarata in un rapporto dell'istituto Wildlife dell'India importante per il suo habitat nei Ghat orientali.
Nell'ottobre 2009, a seguito di un ricorso all'OCSE presentato da Survival International, il governo britannico ha criticato l'operato della compagnia. “Vedanta non ha rispettato i diritti dei Dongria Kondh” ha dichiarato il governo, “non ha considerato l'impatto della costruzione della miniera sui diritti della tribù”, e “ha mancato di attivare adeguati e tempestivi meccanismi di consultazione […]. È “essenziale” “un cambio d'atteggiamento da parte della compagnia”.
In seguito, molti investitori, tra cui la Chiesa d'Inghilterra, il Fondo pensionistico del governo norvegese e la società d'investimenti Martin Curie decisero di disinvestire da Vedanta adducendo motivazioni etiche.
Nel 2013 la Corte Suprema ha riconosciuto i diritti dei Dongria Kondh sulle colline di Niyamgiri e ha ordinato che i villaggi interessati dal progetto fossero consultati. In agosto si sono tenute le consultazioni in dodici villaggi dongria: tutti i villaggi hanno votato all'unanimità contro la miniera. Il Ministro dell'Ambiente indiano dovrà prendere la decisione finale.